# Jonathan Dasnières de Veigy
Jonathan Dasnières de Veigy (* 5. Januar 1987 in Nîmes) ist ein ehemaliger französischer Tennisspieler.

## Karriere

### Bis 2008: Werdegang und erste Erfahrungen als Profi
Jonathan Dasnières de Veigy begann im Alter von vier Jahren, Tennis zu spielen. Als Junior konnte er keine größeren Erfolge feiern und auch als Profi dauerte es zwei Jahre, bis er im April 2006 bei einem Satellite-Turnier erstmals Weltranglistenpunkte sammeln konnte. Ein knappes Jahr später gewann er seinen ersten Future-Titel, im Laufe des Jahres 2007 folgten noch zwei weitere Titel dieser Kategorie. 2008 konnte Dasnières de Veigy dann auf der ATP Challenger Tour Fuß fassen, er erreichte dort unter anderem zweimal das Viertelfinale. Zudem gewann er im selben Jahr noch einen weiteren Future-Titel, dadurch verbesserte er sich in die Top 400 der Weltrangliste.

### 2009–2010: Challenger-Finalteilnahmen und ATP-Debüt
Im August 2009 erreichte Dasnières de Veigy in Saransk und Samarqand bei zwei aufeinander folgenden Challenger-Turnieren jeweils das Finale, ging dort jedoch gegen Íñigo Cervantes sowie Dustin Brown jeweils als Verlierer vom Platz.
Nachdem er im Vorjahr noch bei mehreren ATP-Turnieren in der Qualifikation gescheitert war, schaffte er im Juli 2010 in Båstad erstmals den Sprung ins Hauptfeld eines ATP-Turniers. Dort war er gegen seinen Landsmann Stéphane Robert chancenlos. In der Weltrangliste erreichte er 2010 mit Rang 203 seine bis dahin beste Platzierung, zum Jahresende fiel er jedoch wieder aus den Top 300.

### 2011–2012: Challenger-Finalteilnahmen und Grand-Slam-Debüt
Im Juli 2011 qualifizierte sich Dasnières de Veigy wie schon im Vorjahr für das ATP-Turnier in Båstad. Gegen den mit einer Wildcard antretenden Andreas Vinciguerra konnte er dann sein erstes ATP-Match gewinnen, bevor er gegen Potito Starace ausschied. Einige Wochen später erreichte er beim Challenger-Turnier in Tampere das Halbfinale und an der Seite von David Guez konnte er seinen ersten Titel in dieser Kategorie gewinnen. Bei den US Open konnte er sich im August 2011 erstmals für ein Grand-Slam-Turnier qualifizieren, er schied jedoch in der ersten Runde gegen Tommy Haas aus. Beim folgenden ATP-Turnier in Metz gelang ihm eine weitere Qualifikation, doch gegen Philipp Kohlschreiber musste er erneut eine Erstrundenniederlage hinnehmen.
Im April 2012 erreichte Dasnières de Veigy in Neapel erstmals seit fast drei Jahren wieder das Einzelfinale eines Challenger-Turniers, in dem er jedoch Andrei Kusnezow unterlag. Nur eine Woche später stand er in Ostrava in einem weiteren Challenger-Endspiel und durch einen Zweisatzsieg über Lokalmatador Jan Hájek gewann er dort seinen ersten Titel. Dadurch gelang ihm erstmals der Einstieg in die Top 200 der Weltrangliste, zudem wurde er vom französischen Tennisverband mit einer Wildcard für die French Open belohnt.
Sein bislang letztes Match spielte er im Oktober 2013 auf einem Challenger-Turnier in Australien. Er beendete im selben Jahr seine Tenniskarriere.

## Erfolge
| Legende (Anzahl der Siege)  |
| Grand Slam                  |
| ATP World Tour Finals       |
| ATP World Tour Masters 1000 |
| ATP World Tour 500          |
| ATP World Tour 250          |
| ATP Challenger Tour (2)     |

### Einzel

#### Turniersieg
| Nr. | Datum       | Turnier | Belag | Finalgegner | Ergebnis |
| --- | ----------- | ------- | ----- | ----------- | -------- |
| 1.  | 6. Mai 2012 | Ostrava | Sand  | Jan Hájek   | 7:5, 6:2 |

### Doppel

#### Turniersieg
| Nr. | Datum         | Turnier | Belag | Partner    | Finalgegner                            | Ergebnis         |
| --- | ------------- | ------- | ----- | ---------- | -------------------------------------- | ---------------- |
| 1.  | 31. Juli 2011 | Tampere | Sand  | David Guez | Pierre-Hugues Herbert Nicolas Renavand | 5:7, 6:4, [10:5] |